# Apple Mouse
Apple Mouseは、市販された最初のマウスの1つである。長年に渡り、Appleは最初のマウスのデザイン哲学を踏襲した独自のフォームと機能を維持している。 

## 特徴

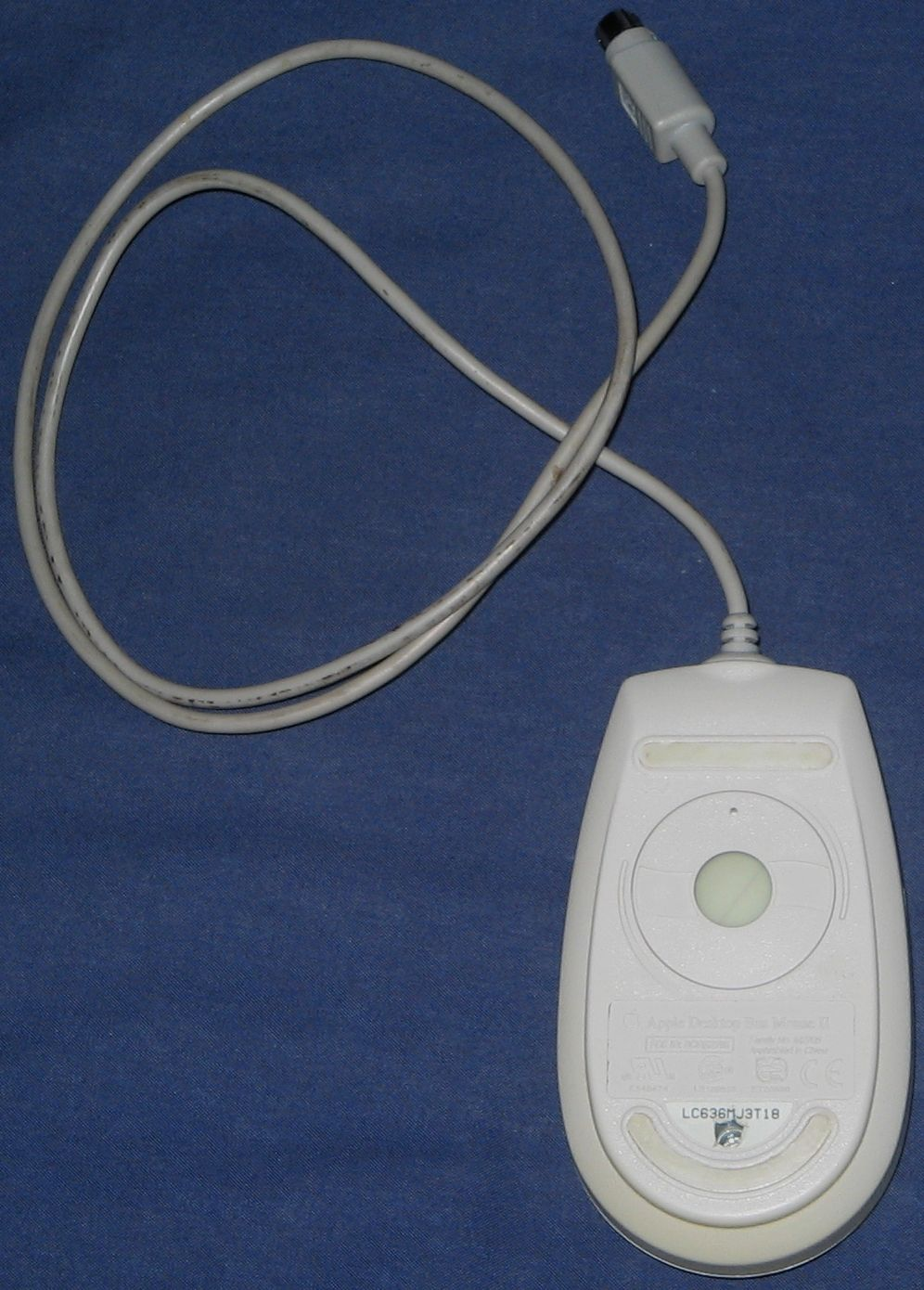
伝統的なボール機構, Apple Desktop Bus Mouse II

Appleによってデザインされたマウスは、通常、ワンボタンを強調されている。 Appleがスクロールボールと4つのプログラム可能な「ボタン」を備えたMighty Mouseを発表するのは2005年だった。 
Appleのマウスは、LED光学式製品を発表した2000年まで、ボールトラッキング製品のみであった。 Appleの最新のMagic Mouseはレーザートラッキングを使用している。 

## 歴史
1979年、Appleはビジネスコンピュータを計画しており、実験的な技術のいくつかを見るためにゼロックスPARCを訪問した。 そこで、ダグラス・エンゲルバートがSRIインターナショナル（SRI）で働いている間に発明したマウスを発見した。マウスはXerox Altoで使用されていたグラフィカルユーザーインターフェース（GUI）に組み込まれていた。インタビューの中で、エンゲルバートは「SRIはマウスの特許を取得したが、その価値についてはまったくわかってなかった。数年後に、40,000ドル程度でAppleにライセンス供与したことがわかった」と述べた。 Appleはマウスに大きく触発され、彼らはその時の計画（ジェフ・ラスキンによるMacintosh）を廃止して、再設計し、マウスによるGUIとした。
最大の問題は、ゼロックス製の3ボタンマウスは製造コストが400米ドル以上かかり、一般消費者向けのパーソナルコンピュータとしては実用的ではなかったのである。Appleは、Hovey-Kelley Design（後にIDEOとなった）にマウスのデザインを依頼した。400ドルではなく25ドルで設計し直すだけでなく、実験室以外の場所で実際の消費者を使ってテストし、人々がどのように使いたいと思っているかを知る必要があったのだ。数百ものプロトタイプの後で、Appleはワンボタンマウス、ほぼカードのデッキの大きさに決定した。デザインが完成したことで、オペレーティングシステムはボタンクリックと組み合わせてキーストロークを使用してシングルボタンデザインとインターフェースにし、オリジナルのゼロックス3ボタンデザインから望まれる機能のいくつかを再現した。 
ワンボタンマウスのデザインが確立されてから約25年、Apple Mouseの歴史は基本的にデザインと人間工学の博物館である。 元のマウスは、基本的に約10年間、ベージュとグレーの色とプロファイルが異なる長方形のブロックであった。その少し後、頂部に沿って少し角度があるように再設計された。このマウスは、底面がわずかに台形になっているため、一般に「台形マウス」と呼ばれている。1993年にアップルはパッケージを卵形に再設計した。これは業界全体に広くコピーされている。それにもかかわらず、まだコーポレートグレーまたは（まれに）黒でしか利用できないデバイスだった。1998年にiMacがリリースされ、マウスの色は半透明になり、Appleは円形デザインへ移行させた。 
2年後、Appleはマウスを楕円形の透明と黒デザインに切り替えた（富士通高見澤製）。 ラバーボールトラッキング機構は、半導体による光学システムに置き換えられ、マウス全体が一つのボタンとなってボタンスイッチは見かけ上分からないようになった。 技術的動向に追いつく為、Appleは、その象徴的な「見えるボタンがない」デザインスタイルを維持しながら、2003年にワイヤレスに移行させ、一体型スクロールボールと5つのプログラム可能なセンサーを搭載したマウスを発売した。サードパーティは数十年間ユーザを見分けるためにこれらの機能を提供してきたが、Apple自身は長い時間の経過後に彼らの製品を補完するだけにした。 

## 互換性
AppleのBluetoothマウスはすべて、ほぼ全てのBluetooth対応パソコンと互換性があるが、PC上での使用はAppleのサポートが得られない。 
#AppleのUSBマウスも同様に、ほぼ全てのUSB搭載パソコンと互換性がある。

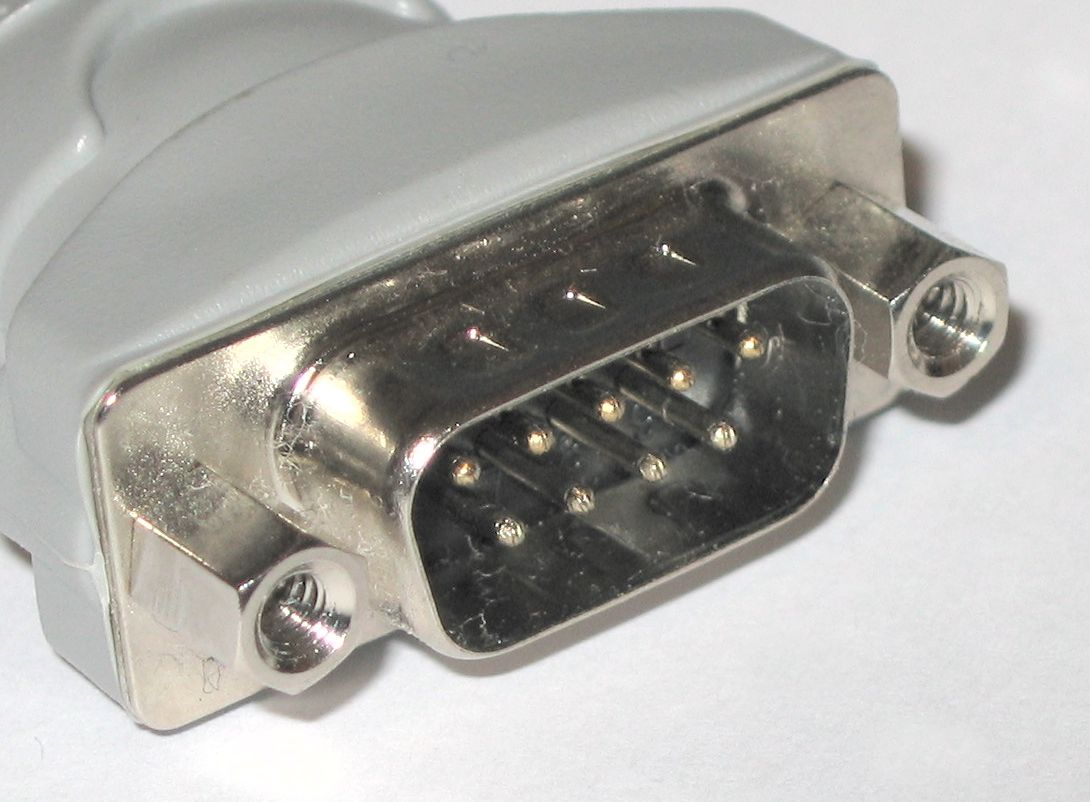
DE-9シリアルコネクタ

USBが登場する前、AppleはApple Desktop Bus （ADB）を開発した。 他メーカ（ NeXTなど）はAppleの技術をライセンスし、ADBマウスはそれらの間で完全に交換可能だったが、 IBMがPS/2に導入したマウスインターフェイスはすぐに市場を支配し、席巻した。 ADBからPS/2への変換アダプタはほとんど無かったが、MacintoshがUSBに移行した初期の頃は、サードパーティからUSBへADBを接続する為の変換アダプタiMate(Griffin Technology)などが発売された。 
最初のAppleマウスは直交信号を伝送するDE-9接続を使用した。 パーソナルコンピュータはまだ標準規格のない初期段階にあり、Appleのマウスは必要に応じて接続されたケーブルまたはアダプタと組み合わせてそのような直交マウスを使用することができるあらゆるシステムで使用することができた。 

## モデル

### Lisaマウス（A9M0050）
Lisaマウスは 、一般に販売された初期のマウスの代表である。 1983年のLisaシステムに添付されたものは、1970年代にXerox PARCのAltoコンピュータのマウスに基づいていた。このマウスがユニークなのは、その後のボールマウスのゴムの代わりにスチールボールを使用したことである。それは標準的なDE-9および独特のロック解除コネクタによってコンピュータに接続される。Appleが実際に開発に携わったが、完璧なデバイスを作成するために何百ものプロトタイプを試作し、フォーカスグループで徹底的なテストを行った外部の会社、 Hovey-Kelley （1991年にIDEOと改名された ）とスティーブ・ジョブズ、ジム・ユルチェンコによってデザインされた。彼らの忍耐力は、時間通りかつ予算内でデザインをもたらしただけでなく、結果として得られた装置が功を奏し、ほぼ20年間実質的に変わらないままだった 。このマウスが、20年以上に渡ってAppleのマウスをワンボタンデバイスとして確立させた。その時にボタンの数からクリックの大きさまで、マウスのあらゆる側面が研究および開発された。オリジナルのケースデザインはBill Dresselhausのもので、Lisaと調和するようにその角にアールデコ風味を取り入れた。 

### Macintoshマウス（M0100）

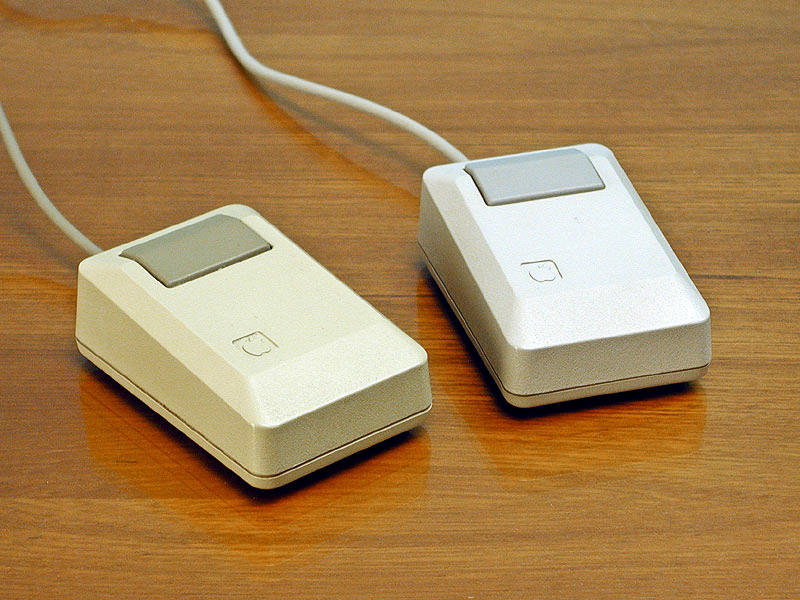
Macintoshマウス（ベージュ＆プラチナ）

Macintoshマウスは、元のLisaマウスからほとんど変更されておらず、完全に交換可能である。 ケースはリサのベージュ色よりも少し濃い茶色で、フォーマルなラインが少なく、Macintoshの筐体と一致するようにエッジの周りに厚い面取りされている。 機械的には、Lisaマウスの鋼球はゴムで覆われた鋼球に置き換えられた。また、形状とネジが新しくなった以外は同じDE-9コネクタを利用していた。Macintosh Plusが1986年にデビューしたとき、Appleはマウスのメカニズムとすべての製品ラインに小さな修正を加え、ケーブルコネクタを統一し、より丸みのある形状を使用していた。 翌年、Appleはすべての製品に均一な「プラチナグレー」を採用することにより、統一した。 1987年にこのマウスの最終的なデザインが変更され、対照的な濃い灰色の「煙」のアクセントで色がプラチナに更新され、機構が少し変更された。 

### Appleマウス (IIc)

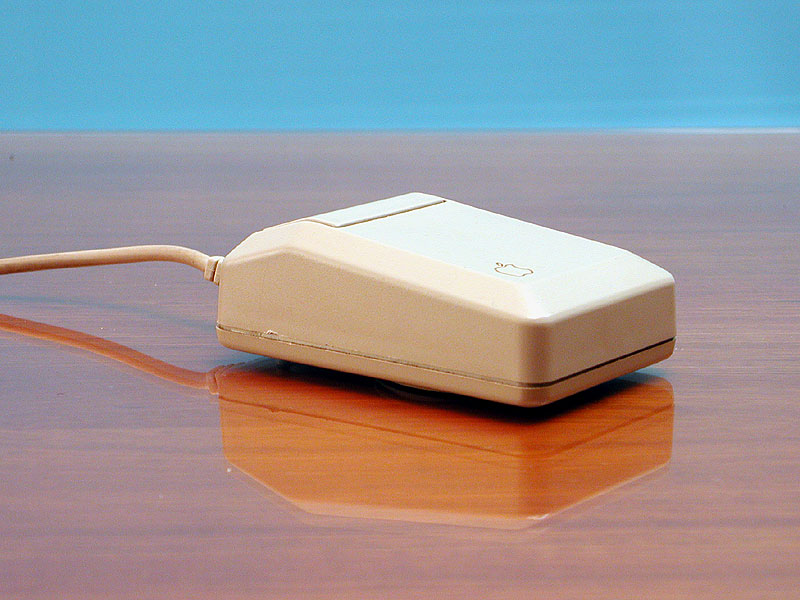
Appleマウス（IIc）

M0100
Macintoshのデビューから4か月後、標準の80桁のテキストを操作するオプションのマウスが追加されたApple IIcが発売された。このマウスはMacintoshマウスに似ていたが、IIcの明るいオフホワイトのケースと調和するクリーミーなベージュ色で、Macintoshのブロック状の形状よりもすっきりとしたやや変更されたデザインだった。また、同じ色で統一されていたため、マウスとボタンのMacとLisaの対照的なトープアクセントがなくった。 Macintoshとは異なり、IIcマウスはジョイスティックなどのゲームデバイスと兼用ポートを共有していた。 IIcが何が接続されているかを知るために、マウスは適切な信号を送信する必要があった。 これらの違いにもかかわらず、Macintosh版と同じモデル番号が付けられていた。
A2M4015
IIc用にパッケージ化されたApple Mouseは、マウスのメカニズムとコネクタスタイルのマイナーな変更と一致した。
A2M4035
1988年には、プラチナグレーのMacintoshマウスと同じ外観と色が採用された。 前のモデルとは異なり、プラチナMacintosh /Apple IIeマウスの米国製造バージョンはIIcでも動作する。IIcマウスのすべてのバージョンは、どのMacintoshまたはApple IIカードでも動作する。その結果、Appleは中間モデルを簡単にAppleマウスとして販売し、オプションですべてのプラットフォームで使用できるようにした。

### Appleマウス II（M0100 / A2M2050）
1984年半ばまでに、マウスを製品ライン全体に導入するというAppleの取り組みにより、Apple II MouseInterface周辺機器カードがリリースさた。これは専用のマウスポートで、AppleはMacintoshマウスを再パッケージしただけだったが、IIcマウスで使用したものと同じクリーミーベージュのケーブルとコネクタを使用し、Apple II、II Plus、およびIIeコンピュータで使用するためにMousePaintと呼ばれる特別なソフトウェアと一緒にバンドルした。オリジナルのIIcマウスと同様に、Macintoshマウスと同じモデル番号を使用した。ただし、Mouse IIcとは異なり、Macintoshバージョンと交換することはできるが、IIcでは使用できない。Macintoshの人気とマウスの不足により、Appleは、クロスプラットフォーム互換であったため、後でこのバンドルに元のAppleマウス IIcを再パッケージ化した。Appleマウス IIとその後継機は、どのコンピュータにも標準装備されなかった。 

### Appleマウス（A2M4015）
オリジナルのAppleマウス IIcはすべてのプラットフォームで互換性があったため、Appleは1985年にマウスの名前を変更し、すべてのコンピュータのオプション購入として、Apple IIインターフェイスカードとは別に提供した。更新されたメカニズムと新しい均一な丸みを帯びたケーブルコネクタを備えていた。 Appleは、後でこの名前を簡単に再利用して、バッジを付け直したApple Pro マウスに使用した。

### Appleマウス IIe（A2M2070）
1986年までに、Appleは新しいケーブルコネクタで製品ラインを更新しました。 Apple IIeはすでに3年前のものであり、Appleマウス IIはIIeのみのバッジが付け直され、基本的には変更なしで再パッケージ化されたMacintoshマウスを使用していた。後にまたプラチナMacintoshバージョンを使用された。米国製のプラチナマウスも、同じ外観のIIcマウスと互換性がある。

### Apple Desktop Busマウス（G5431 / A9M0331）
1986年9月、AppleはマウスとキーボードをADB（Apple Desktop Bus）に変更し、大きな変化の年を迎えた。このマウスは、従来のブロック状のフットプリントはそのままに、より低い三角形のフォルムにデザインを一新したものである。スノーホワイトデザイン言語による正式なマウスとしては、Apple Mouse IIcが最初であるが、ボタンも含めてプラチナグレーで統一されており、ケーブルとコネクターだけが対照的な濃いグレーの「スモーク」色になっている。Apple II GSに添付され、その後6年間、すべてのデスクトップMacintoshに標準装備されたマウスである。
このタイプのマウスは全部で3機種が生産された。オリジナルは台湾で製造され、2つのバリエーションがあった。1つはApple II GSに添付して販売されたもので、モデルナンバーはA9M0331。もう1つはMacintosh IIとMacintosh SEに添付して販売されたもので、ファミリーナンバーはG5431だった。どちらもFCC ID番号以外は全く同じで、黒いトラックボールが付属していた。
残りの2つは米国とマレーシアで製造されたもので、ファミリー名はG5431である。どちらもマウスボールがグレーであることを除けば、台湾製マウスと同じであるが、重量が異なる。

### Apple Desktop BusマウスII（M2706、M2707）

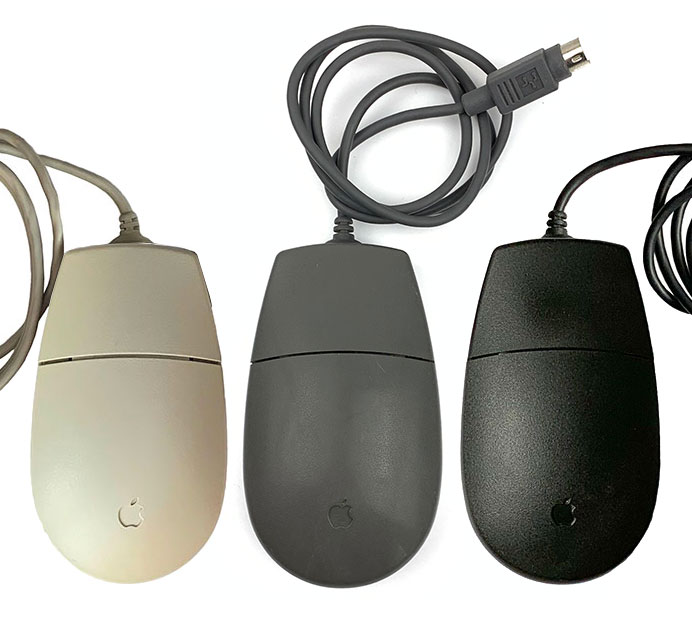
プラチナ、グレー、ブラックのApple Desktop Bus Mouse II

10年ぶり3度目のメジャーチェンジで、Appleのマウスはブロック状の外観を脱し、丸みを帯びた曲線にされた。ティアドロップ型と呼ばれるこのマウスは、基本的には前モデルと同じだが、新しいケースを採用しており、後にマウスの理想的な形とされた。実際、この基本デザインは現在のモデルにも受け継がれ、他のマウスメーカーにも広く採用されている。1993年から1998年まで、すべてのデスクトップMacintoshにプラチナカラーのM2706というモデルが付属していた。また、Macintosh TVに合わせてAppleが初めて黒を採用したマウスでもあり、Performa 5420の黒と同様にモデルM2706として販売されたものである。1993年には、PowerBook 100シリーズのカラーコード付きアクセサリーとして、ダークグレーのモデルM2707が発売された。

### Apple USBマウス（M4848）

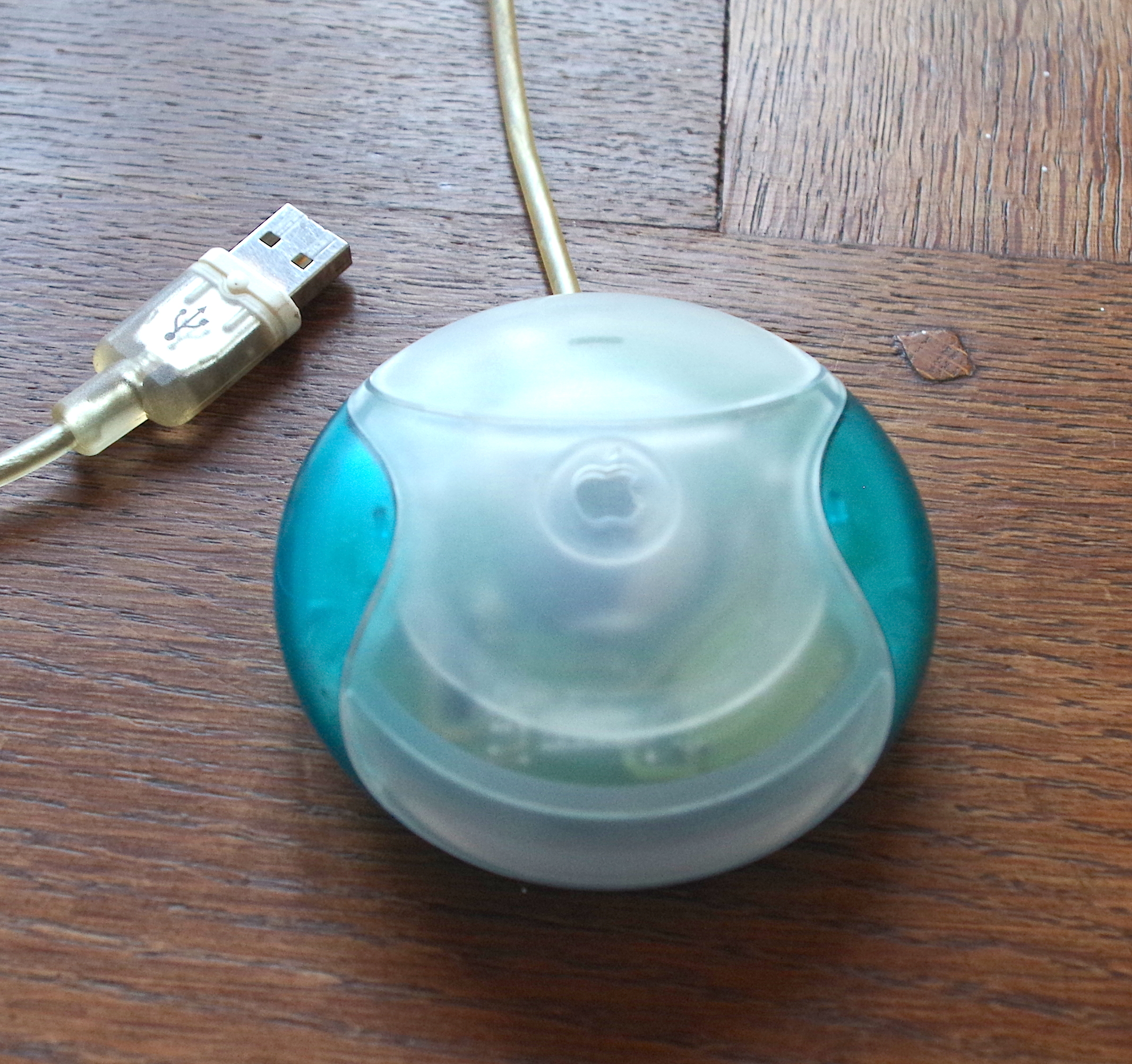
Apple USBマウス

Apple USBマウスは、Appleの最初のUSBマウスである。 1998年にiMacとともにリリースされ、今後2年間のすべての連続するデスクトップMacに含まれる、丸い「ホッケーパック」 USBマウスは、Appleの最悪の間違いの1つと広く見なされている。ADBからの切り替えを示す、カラフルな半透明のマウスは、マウスの半透明のハウジングの下で回転するときに、ツートンカラーの表面がユーザーの目を通り過ぎて羽ばたくボールに至るまで、前のモデルからの根本的な変更だった。
どんなにスタイリッシュでも、この丸い形のマウスは、その小ささと使用中に回転しやすいことから、使いにくいと思われている。これは、 Griffin Technology iMate ADB-USBアダプタの成功の大きな要因であった。なぜなら、これによりiMacでは、より快適な旧型のADBマウス IIを使用できるからである。その後の改良で、単一のマウスボタンの前面に浅いくぼみが付けられたが、それだけでは、iCatchやUniTrapといった、USBマウスに装着してADBマウスの楕円形の形状を実現するシェルのようなサードパーティ製品の氾濫を防ぐことはできなかった。
Apple USB マウスに導入され、AppleのすべてのUSB製品で共有されているもう1つの欠陥は、通常は短いケーブルである。 AppleのUSBキーボードの内蔵ハブでの利用のためであるが（USB移行以降、ケーブルが短くなり、最終的にはUSBキーボード専用延長ケーブルをタワーMacにバンドルした）、AppleのUSBへの移行は、I/Oポートの整理と同時に行われた。iBookやPowerBookにはUSBポートが左側に付いており、AppleのUSBマウスには2フィートより長いコードがないため、ほとんどの右利きのユーザーには実用的ではなかった。

### Apple Proマウス（M5769）

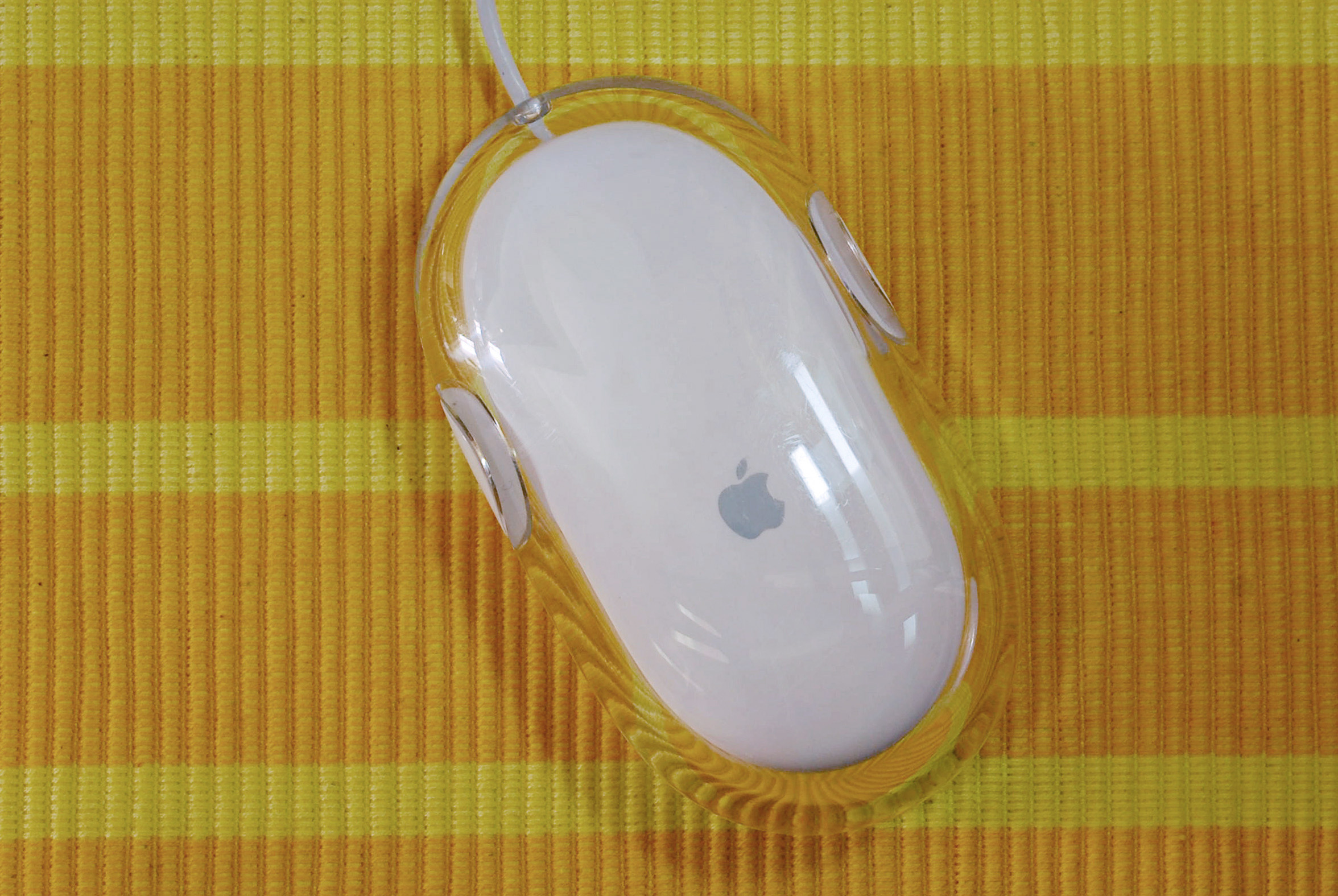
Apple Proマウス

iMacの大胆な色から離れて、従来のマウスデザインのスタイリングに戻るために、2000年にAppleはUSBマウスを廃止し、透明なプラスティックに覆われた真っ黒なProマウスを発表した。 ADB IIマウスと似た形状である。ワンボタンマウスの継続について何年にもわたる批判を受けた後、Appleは「通常の」マウスのデザインを効果的にひっくり返し、なめらかな機能のない外観で、「最初のゼロボタンマウス」としての陽気な魅力を刺激した。初期モデルは透明な被覆のケーブルであるが、断線や劣化によるベタつきなどから、素材が変更され不透明なグレーのケーブルとなった。
これは、ラバーボールの代わりに光学センサとLEDを使用した最初のApple製のマウスである。すべてのデスクトップMacに標準のマウスとして添付され、後に白に色が変えられた。2003年5月にマイナーな再設計が行われ、その間に黒バージョンは廃止され、 Proはその名前から削除された。
Appleマウス
多くの以前の製品（SuperDrive参照）と同様に、AppleはProマウスが廃止された後、一時的にAppleマウスの名称を再使用した。最近のApple Keyboardについては、2005年のApple Mighty Mouseが、2009年にはApple Mouseになっているように、Appleはその後のモデルにApple Mouseの名前を使い続けた。

### Apple Wireless Mouse（A1015）

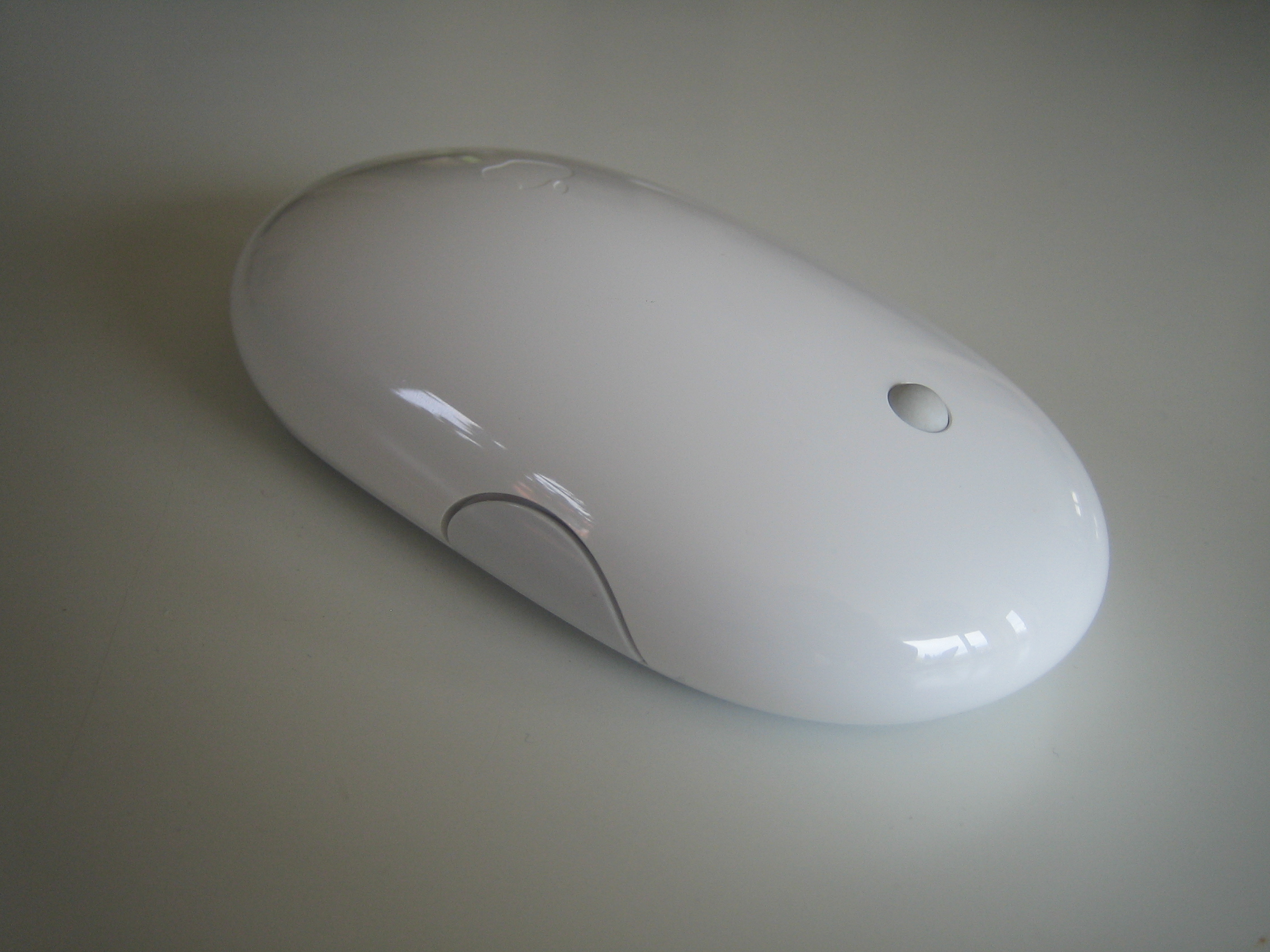
AppleワイヤレスMighty Mouse

2003年にリリースされたオプションのBluetoothベースのホワイトのApple Mouseのワイヤレスバージョンは、Appleの最初のワイヤレスマウスでした。新しいMacのBluetoothインターフェースと組み合わせることで、これは有線のMighty Mouseの短いコードから解き放して、Appleのマウスを左利きのラップトップ所有者が再び使用できるようにした。

### アップルマウス

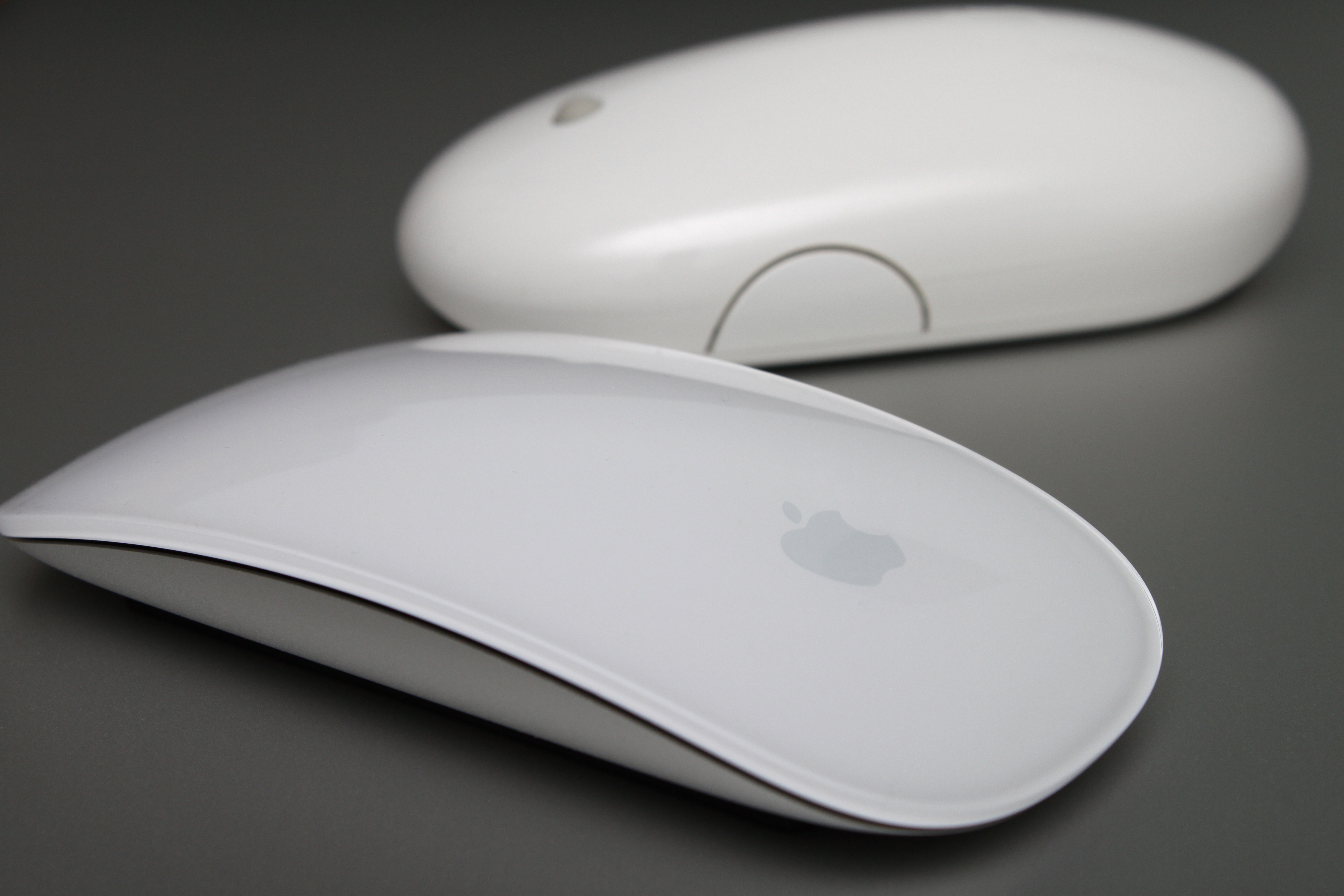
Magic Mouse（下側）とMighty Mouseの比較

以前はすべての新しいMacintoshデスクトップモデルに含まれていたが、これはLisa以降の設計に統合されたAppleのワンボタン哲学からの大きな逸脱だった。このマウスはMighty Mouseと呼ばれていたが、名前の法的な問題により、2009年に「Apple Mouse」に名前が変更された。
A1152
スクロールホイール付きの一般的な2ボタンマウスを販売するという圧力が高まる中、Appleはボタンの代わりにタッチパッドのような静電容量式コントロールを備えたマウスを開発することを決定し（2005年） 、スクロールホイールの代わりに小さなトラックボールを備えた。
A1197
1年後、オプションのワイヤレスバージョンが有線バージョンと同じ名前でリリースされた。

### Apple Magic Mouse

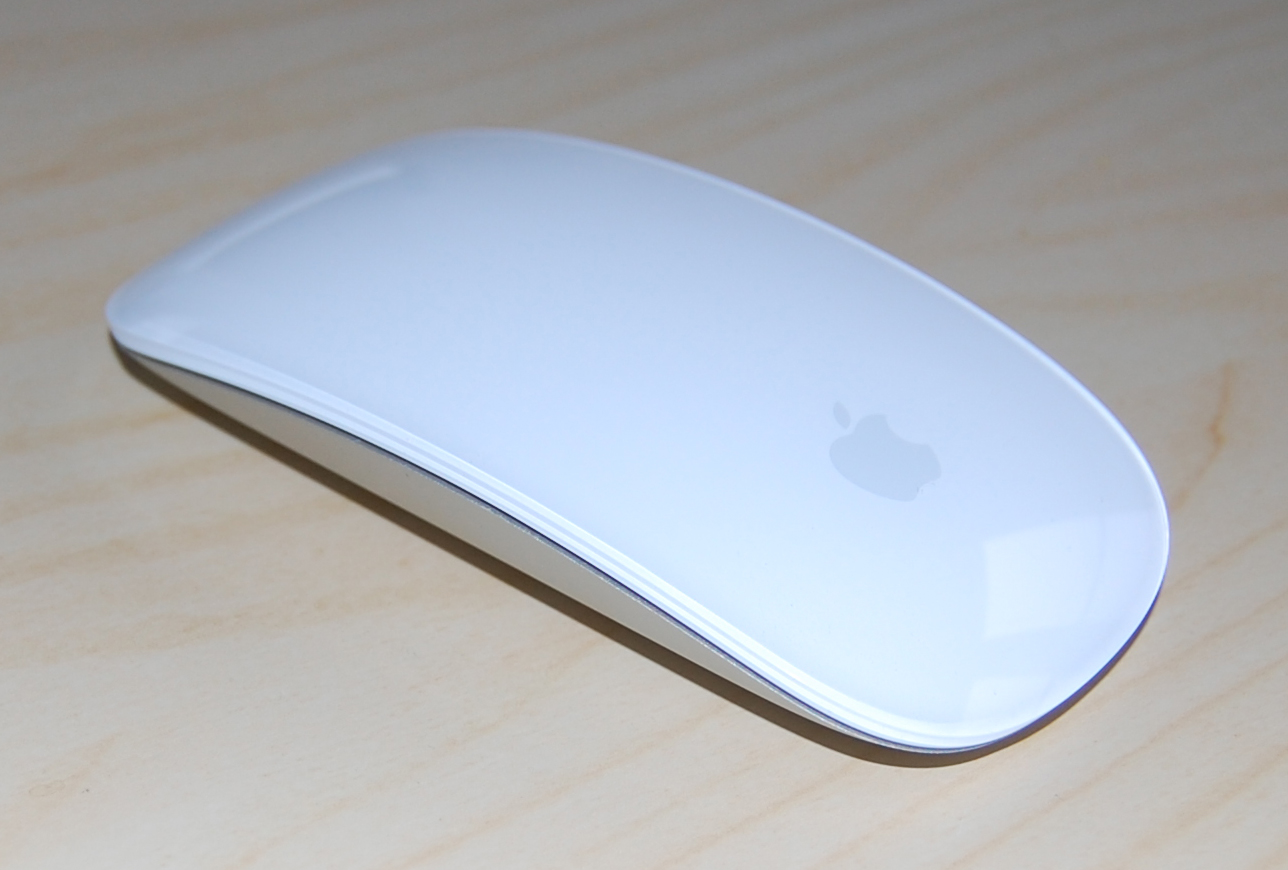
Apple Magic Mouse

Wireless Mighty Mouseの代わりとして2009年10月20日に導入された Magic Mouseは、iPhoneやMacBookのトラックパッドに見られるものと同様のマルチタッチジェスチャコントロール、ワイヤレスBluetooth機能、およびレーザートラッキングを備えている。Magic Mouseは新しいiMacに含まれており、Mighty Mouseは購入時オプションから外された。

### Magic Mouse 2
A1657
2015年10月13日、AppleはLightningコネクタで充電する第2世代のMagic Mouseをリリースした。しかし、Lightningコネクタのポートは、マウスの底面にあるため、充電中は使用できず、このデザイン上の選択により、ほとんどの市場で不評を買った。

## マウス以外のコントローラー

### パドル
「Apple Hand ControllersII」および「Apple Hand Controllers IIe、IIc」（A2M2001）
これらのパドルは、元のAppleブランドのゲームコントローラーだった。

### ジョイスティック
「AppleジョイスティックIIe、IIc」（A2M2002）
本質的には、マウスよりずっと前のゲームデバイスだが、ジョイスティックは同じ機能の多くに使用できた。

### タブレット
Appleグラフィックタブレット（A2M0029）
Apple Graphics Tabletは、グリッドで覆われた大きな平らな面で、スタイラスが取り付けられていた。 Apple II Plus用にリリースされ、その後Apple IIe用に修正されたバージョンがある。
Pippinキーボード
オプションのキーボードアクセサリがPippinに提供された。Pippinキーボードには、ノートブックのようなヒンジ付きボディの上半分にグラフィックタブレットとスタイラスペンがある。

### トラックボール

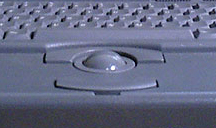
PowerBookトラックボール

Macintosh Portable
Macintosh Portableは、トラックボールを使用した最初のAppleマシンであり、本質的には手のひらサイズの大きな逆さまのボールマウスが付いていた。トラックボールは取り外し可能で、キーボードのいずれかの側に配置することも、取り外してテンキーをその場所に取り付けることもできる。
PowerBook
PowerBookシリーズでは、トラックボールを親指サイズに縮小し、1991年から1995年まで、すべての機種に搭載していたが、トラックパッドに移行した。
Pippinコントローラー
Appleによって開発されたPippinには、トラックボールが組み込まれたゲームパッドが付属していた。 PippinのAppleJackチャイルドプルーフADBコネクタ、赤外線、および通常のADBを介して接続されたバージョンが作成された。

### トラックパッド
PowerBook/iBook/MacBook

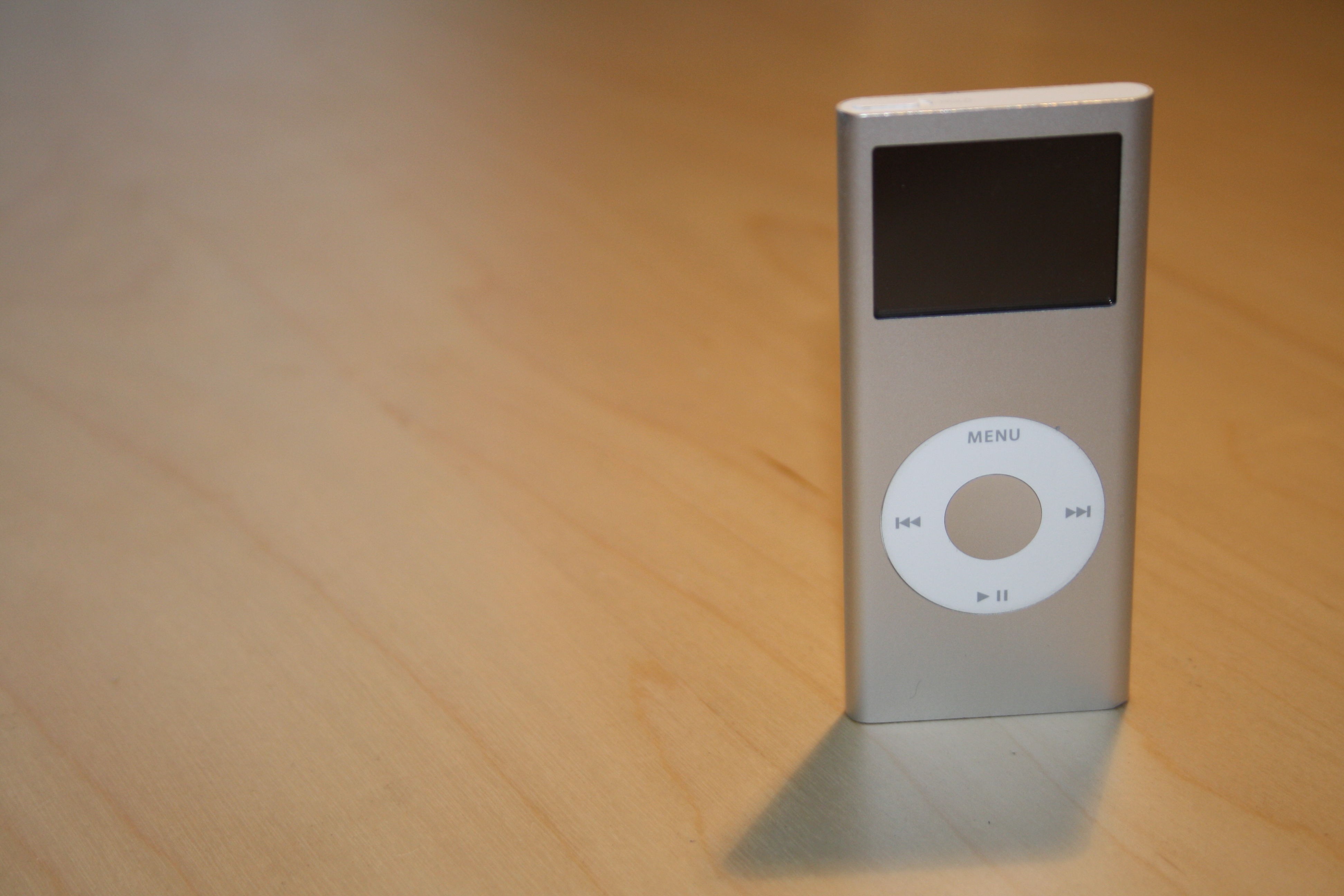
iPod nano 2Gのトラックパッドホイール

1995年以降のすべてのAppleポータブルに組み込まれた「マウス」。トラックパッドはケースの色に合わせて変更されており、従来は黒だったが、 iBookとMacBookでは白になり、PowerBook G4とMacBook Proではアルミニウムになった。 MacBook Airは、ジェスチャーをサポートするマルチタッチトラックパッドを発表し、それ以降、Appleの他のポータブル製品にも普及した。 Appleのワンボタンマウスのように、すべてのトラックパッドにはボタンが1つしかない（初期のPowerBookには2つ目の物理ボタンがあるが、電気的にはプライマリボタンと同じである）。Appleの最新のマウス、最新のトラックパッドのように、ユニボディのMacBookとMacBook Proでは物理的なボタンを排除した。
20周年記念Macintosh
マウスを必要としない唯一のデスクトップMacintosh。 20周年記念Macintoshには、代わりに、キーボードのパームレストにロックできるトラックパッドがある。
iPod
iPod 2G以降、機械式スクロールホイールはホイール型のトラックパッドに置き換えられた。 iPod 3Gから始まり、これはすべてのボタンも置き換えた。
Magic Trackpad

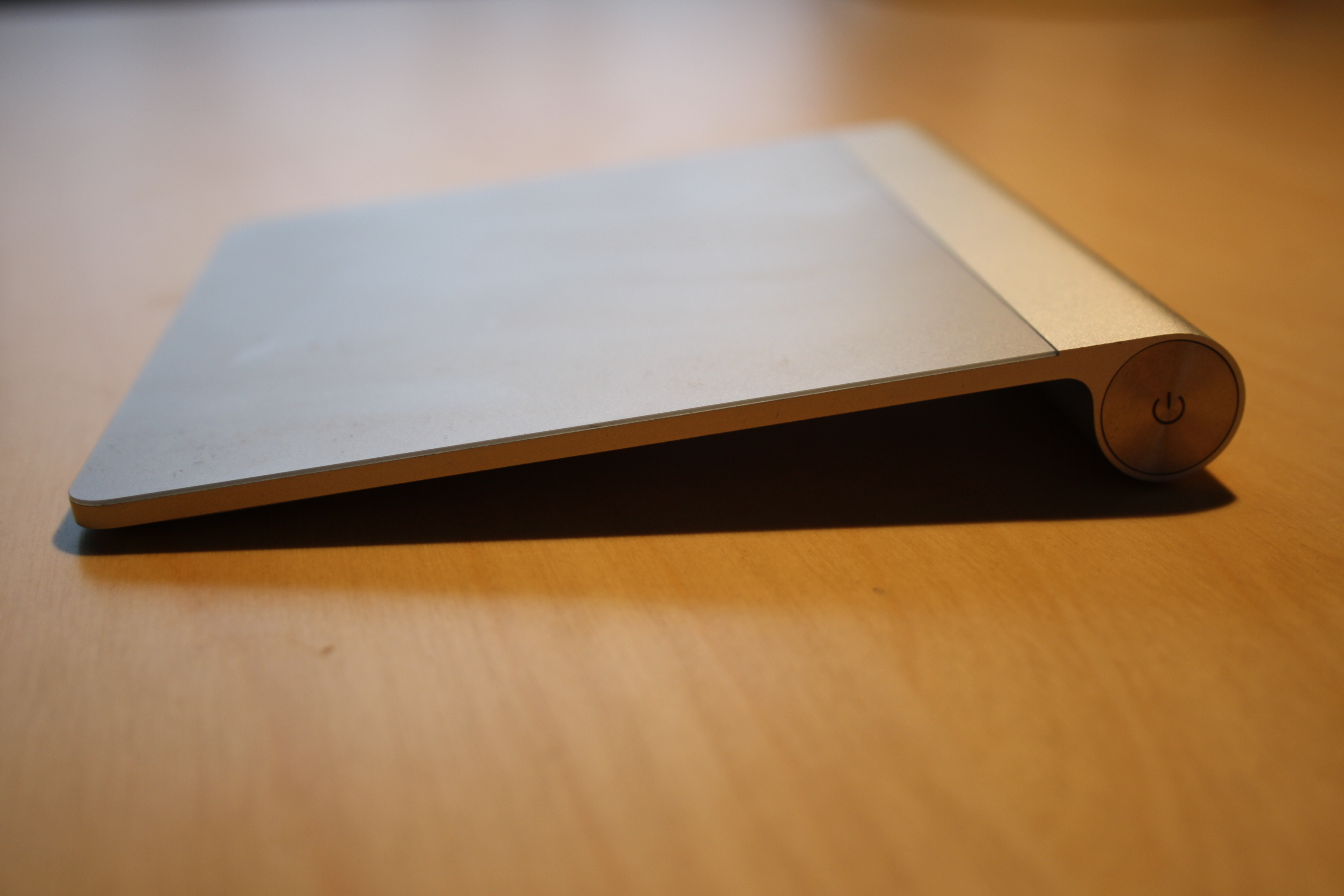
AppleのMagic Trackpad。 Appleのトラックパッドは、Mac OS X Lion以降で主要な役割を果たす。

2010年7月下旬、Appleは最初のワイヤレス外部トラックパッドをリリースした。当時のMacBookトラックパッドよりも80％大きく、Apple Wirelessキーボードのエンドオンプロファイルと一致し、Appleのデスクトップコンピュータ（Mac miniを除く）に付属しているMagic Mouseの代替として提供された。
Magic Trackpad 2

2015年10月13日、AppleはForceTouchテクノロジーとLightningコネクタを介した充電機能を備えた第2世代のトラックパッドをリリースした。
iPad用トラックパッド付きMagic Keyboard

2020年4月22日、AppleはMagic Keyboardとマルチタッチトラックパッドを組み合わせたiPadアクセサリをリリースした。前面と背面の保護と携帯性のためのケースが付いている。

### タッチスクリーン
MessagePad/ eMate
1993年、 Apple Newtonは精密なタッチスクリーンを採用した。これには、指の爪や付属のスタイラスなど、入力に硬くて適度に鋭い物体が必要だった。Newtonのタッチスクリーンインタラクションは、単純なグラフィックタブレットと同等であり、最終的に市場で最も広く賞賛される手書き文字認識システムに影響を与えた。この技術は最終的にMac OS X v10.2のInkwell機能の形でMacintoshに引き継がれ、Newton技術復活の噂を引き起こした。
iPod touch / iPhone / iPad / iPod Nano
iPad 、 iPhone 、 iPod touchには、iOSのジェスチャーベースのインターフェイス用のマルチタッチタッチスクリーンが組み込まれている。

## 参照
- Apple Keyboard